# 泰國國際航空601號班機空難
泰國國際航空601號班機是泰國國際航空一班由台北松山機場前往泰國曼谷廊曼機場，中停香港啟德機場的航班。1967年6月30日，一架法國南方飛機公司卡拉維爾客機於降落啟德機場時墜毀於跑道附近的水域，並造成24名乘客死亡，為香港有記錄至今第四多人死亡的空難。

## 經過
當天，機身編號HS-TGI（原北歐航空SE-DAC）的飛機以儀表著陸系統（ILS）由鯉魚門方向進場，準備降落啟德機場的31跑道，當時香港天文台正懸掛起颱風訊號，正值暴風雨。機長努力地以目視方式留意飛機進場，但未有為意飛機已經下降到415英尺的決策下限（Decision Height）。正在操控飛機的副機師即時改變航向（當時飛機已經在滑航道以下80英尺），但與此同時，飛機可能遇上下沉氣流，結果飛機的下降速率大增，最後在未抵達跑道以前在海面墜毀。

## 事故原因
- 飛行員在低能見度的情況下，未有依據泰航的飛航程序，由機長監察進行降落；
- 機長未有充分地監察飛機降落的進程；
- 副機師在飛機下降到決策下限高度以後，不適當地操控飛機，而下沉氣流可能令飛機進一步失去高度。

## 外部連結
- Aviation Safely Network（英文）

| 最多人死亡： 1965年美軍運輸機香港墜海事故（59人死亡） | 第二多人死亡： 1948年中航客機西貢火石洲墜毀事故（33人死亡） | 第三多人死亡： 1951年太平洋海外航空港島畢拿山撞毀事故（26人死亡） | 香港有記錄至今第四多人死亡的空難 |